# Пардес Хана Каркур
Пардес Хана Каркур (хебр. פַּרְדֵּס חַנָּה-כַּרְכּוּר, арап. برديس حنا-كركور) је град у округу Хаифа на северозападу Израела. Године 2021. имао је 44.210 становника.

## Галерија
- Каркур 1878.
- Каркур 1928.
- Пардес Хана (Рабје) и Каркур 1932.
- Велика синагога у Пардес Хани подигнура 1936.
- Пардес Хана 1938.
- Водени торањ у Пардес Хани 1930.
- Пардес Хана и Каркур 1945.
- Пардес Хана